# Sinagoga Beth Aharon
La Sinagoga Beth Aharon (en xinès: 阿哈龍會堂) era una sinagoga sefardita de Xangai, a l'est de la República Popular de la Xina, va ser construïda en 1927 pel destacat empresari Silas Aharon Hardoon en memòria del seu pare Aharon. Durant la Segona Guerra Mundial, la sinagoga va oferir refugi a la ieixivà Mir de Polònia, l'única ieixivà d'Europa de l'Est que va sobreviure a l'Holocaust intacte. Després de l'establiment de la República Popular de la Xina, va ser utilitzada pel periòdic Wenhui Bao i es va usar com una fàbrica durant la Revolució Cultural. Va ser demolida en 1985.
La sinagoga Bet Aharon va ser construïda en 1927 per l'empresari jueu Silas Aharon Hardoon, una de les persones més riques de la ciutat, com un regal a la comunitat jueva present en aquella regió. Es trobava en el carrer del museu (ara carretera 42 Huqiu) en l'assentament internacional de Xangai, a prop del Bund i Hongkew, en l'actual districte de Huangpu. Va ser el reemplaçament de la Sinagoga Shearith Israel, que va ser construïda en 1900, i tenia una capacitat per 400 persones. La sinagoga va ser dissenyada per l'estudi d'arquitectura Palmer i Turner, que també va dissenyar l'emblemàtic edifici d'HSBC en el Bund.